# Москва — Трећи Рим
Москва — Трећи Рим је концепт који поставља Москву као наследника Рима и Константинопоља (другог Рима).
Израз Трећи Рим је за Москву се први пут јавља у посланицама православног монаха Филотеја Псковског, који је слао великом кнезу Москве 1523—1524. године, у којима га позива да се бори против јереси, као предводник последњег бедема истинске вере: „Сва хришћанска царства су доживела крај и стекла се у јединственом царству нашег владара. Два Рима падоше, а трећи стоји, и четвртога неће бити“.
У наредна два века, идеја о Москви као Трећем Риму се задржала код дела свештенства, нарочито код Старовераца, који су тврдили да Руска православна црква напустила праву веру и да су они са̑ми носиоци праве вере и идеје Трећег Рима. Идеја се поново јавља у другој половини 19. века, када су Филотејеве посланице масовно објављиване, за време владавине цара Александра II. Убрзо, руски историчари су прихватили ову идеју као основу и доказ да Русија има дужност да шири своју власт и да приклони што више делова света својој власти. Руски панславистички покрет је користио овај концепт да шире идеју о уједињену словенских народа под вођством Русије, али су се ту идеје угасиле након Октобарске револуције.
Неколико руских филозофа, посебно Владимир Соловјов и Николај Берђајев, користе Трећи Рим као доказ урођеног руског месијанизма. Берђајев наводи, после 1917. године, да корени бољшевизма леже једнако у овој идеји као и у марксизму. То су прихватили неки западни конзервативци као начин да објасне савремени руски и совјетски експанзионизам, али и совјетски историчари и анти-совјетска емиграција одбацују те интерпретације. Након распада Совјетског Савеза, идеја Трећег Рима поново добија на значају, и код западних коментатора, и код појединих Руса.